# WTA Doubles Championships
Die WTA Doubles Championships waren ein Tennisturnier der WTA Tour.

## Siegerliste
| Masters |
| ------- |

| Austragungsort | Jahr | Siegerinnen                           | Finalgegnerinnen                         | Ergebnis      |
| -------------- | ---- | ------------------------------------- | ---------------------------------------- | ------------- |
| Tokio          | 1975 | Margaret Court Virginia Wade          | Rosemary Casals Billie Jean King         | 6:7, 7:6, 6:2 |
| Tokio          | 1976 | Billie Jean King Betty Stöve          | Mona Guerrant Ann Kiyomura               | 6:3, 6:2      |
| Tokio          | 1977 | Martina Navratilova Betty Stöve       | Françoise Dürr Virginia Wade             | 7:5, 6:3      |
| Salt Lake City | 1978 | Billie Jean King Martina Navratilova  | Françoise Dürr Virginia Wade             | 6:4, 6:4      |
| Tokio          | 1979 | Françoise Dürr Betty Stöve            | Sue Barker Ann Kiyomura                  | 7:5, 7:6      |
| Tokio          | 1980 | Billie Jean King Martina Navratilova  | Sue Barker Ann Kiyomura                  | 7:5, 6:3      |
| Tokio          | 1981 | Sue Barker Ann Kiyomura               | Barbara Potter Sharon Walsh              | 7:5, 6:2      |
| Fort Worth     | 1982 | Martina Navratilova Pam Shriver       | Kathy Jordan Anne Smith                  | 7:5, 6:3      |
| Tokio          | 1983 | Billie Jean King Sharon Walsh         | Kathy Jordan Anne Smith                  | 6:3, 6:1      |
| Tokio          | 1984 | Ann Kiyomura Pam Shriver              | Barbara Jordan Elizabeth Smylie          | 6:3, 6:7, 6:3 |
| Tokio          | 1985 | Kathy Jordan Elizabeth Smylie         | Betsy Nagelsen Anne White                | 4:6, 7:5, 6:2 |
| Nashville      | 1986 | Barbara Potter Pam Shriver            | Kathy Jordan Elizabeth Smylie            | 6:4, 6:3      |
| Tokio          | 1987 | Claudia Kohde-Kilsch Helena Suková    | Elise Burgin Pam Shriver                 | 6:1, 7:6      |
| Tokio          | 1988 | Katrina Adams Zina Garrison           | Gigi Fernández Robin White               | 7:5, 7:5      |
| Tokio          | 1989 | Gigi Fernández Robin White            | Elizabeth Smylie Wendy Turnbull          | 6:2, 6:2      |
| Orlando        | 1990 | Laryssa Sawtschenko Natallja Swerawa  | Manon Bollegraf Meredith McGrath         | 6:4, 6:1      |
| Tarpon Springs | 1991 | Gigi Fernández Helena Suková          | Laryssa Sawtschenko Natallja Swerawa     | 4:6, 6:4, 7:6 |
| Wesley Chapel  | 1992 | Jana Novotná Larisa Savchenko-Neiland | Arantxa Sánchez Vicario Natallja Swerawa | 6:4, 6:2      |
| Wesley Chapel  | 1993 | Gigi Fernández Natallja Swerawa       | Larisa Neiland Arantxa Sánchez Vicario   | 7:5, 6:3      |
| Wesley Chapel  | 1994 | Jana Novotná Arantxa Sánchez Vicario  | Gigi Fernández Natallja Swerawa          | 6:2, 7:5      |
| Edinburgh      | 1995 | Meredith McGrath Larisa Neiland       | Manon Bollegraf Rennae Stubbs            | 6:2, 7:6      |
| Edinburgh      | 1996 | Nicole Arendt Manon Bollegraf         | Gigi Fernández Natallja Swerawa          | 6:3, 2:6, 7:6 |
| Edinburgh      | 1997 | Nicole Arendt Manon Bollegraf         | Rachel McQuillan Nana Miyagi             | 6:1, 3:6, 7:5 |